# Cronicile din Narnia
Cronicile din Narnia (în engleză The Chronicles of Narnia) sunt scrise de C. S. Lewis. Tema principală este destinul unui tărâm numit Narnia, în care se intră inițial printr-un șifonier.
În Narnia unele animale pot vorbi, deoarece acolo trăiesc făpturi mitice, iar magia este un lucru obișnuit. Totul începe când cei patru frați Pevensie pătrund pe acest tărâm fermecat și îl întâlnesc pe Aslan, leul mort și înviat.

## Narnia

### Geografia
Narnia este locul unde se desfășoară cea mai mare parte din acțiunea romanelor. Conform mitului fondator din Narnia, tărâmul a fost creat de marele leu, Aslan (leu, în limba turcă), și este populat de animale fermecate. C. S. Lewis s-a inspirat probabil din numele orașului italian Narni, al cărui nume in latină era de fapt Narnia. Geografia Narniei se caracterizează prin dealuri domoale la munți nu prea înalți și este predominant împădurită, cu excepția câmpiilor din nord. Regiunea este mărginită la est de Oceanul de Est, la vest de un mare lanț muntos, la nord de râul Shribble și la sud de o graniță continentală.
Motorul economic al țării este Marele Râu al Narniei, care intră în țară de la nord-vest și se varsă în Oceanul de Est. Locul guvernării este la Cair Paravel la gura Marelui Râu. Alte comunități așezate de-a lungul râului, de la est la vest sunt Beruna, Beaversdam și Chippingford.
 Archen
Archen este țara muntoasă la sud de Narnia. Este mărginită la nord de o diviziune continentală și la sud de Râul Săgeata Vântului. Orașul de guvernare este Anvard, în inima țării. Anvard este atât capitală, cât și castel. Archenland pare a fi foarte puțin populat fără alte sate sau orașe menționate în Cronici. Archenland este aliat cu Narnia cum se arată în „Calul și Băiatul”.
 Calormen
Calormen este un imperiu în sudul Narniei. Mare parte din țară are un climat semiarid, iar elementele de bază geografice sunt vulcanul Muntele în Flăcări din Lagour și Marele Deșert. Deșertul se află în partea de nord și dificultatea traversării acestui deșert a împiedicat invadarea Archenlandului și Narniei de secole. Centrul cultural al lui Calormen este Râul Calormen, care curge de la vest la est de-a lungul părții sudice a Marelui Deșert. Capitala este Tashbaan, așezată pe o insulă în delta râului. Orașul Azim Balda, localizat la o răscruce în centrul țării, este un nod important pentru călători și comunicații.
Oceanul de Est
Numeroase oceane și arhipelaguri populează Oceanul de Est. Cele mai importante sunt Galma, Cele 7 Insule, și Lone Islands, toate supuse coroanei Narniei, precum și Terebinthia, o insulă independentă. La capătul extrem al oceanului, geografia devine complet fantastică - ca rezultat al lumii Narniei  - fiind magică unde cerul se unește cu pământul; acolo se află un pasaj spre Țara lui Aslan. Acest ocean are apa dulce, capabilă de a provoca foame și sete, și este complet acoperit de nuferi mari. Marea devine treptat mai tulbure spre Est, terminându-se într-un gigantic val. Dincolo de val se pot zări „munții imposibil de înalți” ai Țării lui Aslan.
Alte tărâmuri
La nord de Narnia se întinde Ettinsmoor și Taramurile Sălbatice de Nord, ambele locuite de giganți. Cel mai impunător așezământ este House of Harfang, o comunitate de uriași, rămășiță a unui oraș mult mai mare abandonat cu multe generații în urmă și căzut în paragină. În partea de vest a Narniei este o regiune nelocuită de munți stancosi numită Vestul Sălbatic. Tărâmul Telmar se întinde undeva dincolo de această regiune, dar locația exactă nu a fost niciodată documentată.Lumea de Jos este localizată în mari peșteri sub pământul Narniei. Tărâmul Bism se întinde departe de Lumea de Jos.
Inspirația
Ținutul natal al lui C.S.Lewis, Irlanda de Nord a jucat un rol important în creația regatului Narniei. În eseul despre povești, Lewis scria "Am văzut peisaje, mai ales în Muntii Mourne și în sud, care într-o anumită lumină ca în orice moment un uriaș ar putea să-și ridice capul după următoarea stâncă". Într-o scrisoare către fratele său,Lewis se confesează:"acea parte din Rostrevor de lânga Carlingford Lough este ideea mea despre Narnia". Deși ca adult, Lewis a trăit în Anglia, s-a întors în Irlanda de Nord deseori.

## Locuitorii
Oameni din lumea noastră
Un total de 11 oameni din lumea noastră au intrat în Narnia: 4 băieți, 2 bărbați, 4 fete și o femeie.
Cei 4 copii Pevensie sunt cei mai cunoscuți - Înaltul Rege Peter Magnificul; Susan Pevensie - Regina Susan cea Blânda; Edmund Pevensie - Regele Edmund cel Drept și Lucy Pevensie - Regina Lucy cea Curajoasă. Toți apar ,,Șifonierul, leul și vrăjitoarea" și "Prințul Caspian" și ca adulți în "Calul și Băiatul".
Alții din lumea noastră îl includ pe Regele Frank (care a fost birjar în Londra) și soția sa Regina Helen, care au fost primii regi ai Narniei și ai caror descendenți au trăit în Narnia multe generații. Ei, împreună cu Unchiul Andrew Ketterley, Digory Kirke și Polly Plummer apar în "Nepotul Magicianului". Eustace Scrubb, un văr al fraților Pevensie, apare în "Voyage of the Dawn Trader" și "Scaunul de argint". Toți în afara lui Susan și a Unchiului Andrew apar în "Bătălia supremă".
Mai sunt în jur de 12 oameni din lumea noastră (6 pirați și soțiile lor) care repopulează tărâmul nelocuit din Telmar și fondeaza rasa Telmarin. Cum Aslan spune în "Prințul Caspian", au găsit accidental într-o peșteră "una din prăpăstiile dintre lumea asta și cealaltă" (între lumea noastră și Narnia" și apoi adaugă "Erau multe prăpăstii între lumi altădată, dar s-au rărit. Asta e una din ultimele, nu spun ultima". Deci foarte posibil ca și alții sa fi venit în Narnia din lumea noastră dar Lewis nu a scris despre ei.
Deși nu este om, Strawberry, calul birjarului a intrat și el în Narnia din lumea noastră și a fost ales să fie un animal vorbitor și să fie transformat în calul înnaripat Fledge.
Piticii
Piticii sunt o rasă nativă în Narnia.Sunt numiți Fii ai Pământului de către Aslan, spre deosebire de Fii ai lui Adam sau Fiice ale Evei-oamenii. Piticii exista prin 2 rase:Piticii Negri și Piticii Roșii, singura diferență este culoarea părului. În timp ce mulți Pitici Roșii sunt blânzi și devotați lui Aslan, Piticii Negri apar ca fiind mai egoiști și războinici.Toți piticii sunt bărbați și trăiesc în comunități, și sunt cunoscuți că se pot reproduce și cu oameni. Totuși este posibilă existența femeilor-pitic, deși nu sunt menționate. De exemplu Tutorele Cornelius al Prințului Caspian este jumătate pitic și bătrâna guvernantă a lui Cornelius este descrisă ca"o femeie bătrână micuță care arată ca și cum ar avea sânge de pitic".
Piticii ca și faunii, satirii, zeul răului și fiicele lui Naiad împreuna cu oamenii copaci(zeități ale pădurii)au susținut pe Aslan când în "Nepotul Magicianului" a strigat ca Narnia "Să se scoale, să iubească, să gândească, să vorbească". Numele"fii ai pământului" presupune ca ei s-au născut din copaci, ca și Driadele din copaci, Naiadele din ape. Când Aslan a reunit primul consiliu când ținutul "nu avea nici 5 ore vechime" el l-a chemat pe șeful piticilor. Piticii apar ca apărători ai cortegiului Regelui la încoronarea Regelui Frank. Capacitățile lor sunt de mineri ca dovadă a originii lor. În bătălie sunt recunoscuți ca arcași mortali. După Prințul Caspian,un pitic poate merge zi și noapte.
Animale vorbitoare
Majoritatea animalelor ce se găsesc în lumea noastră se pot găsi și în Narnia. Există de asemenea multe variante vorbitoare ale acestor animale. Când Aslan a respirat lângă prima pereche de animale, unele nu au primit doar gândire și darul vorbirii dar și-au schimbat și mărimea. Animale mai mici au devenit mai mari decât rudele lor negrăitoare și animalele mai mari au devenit relativ mici. Animalele vorbitoare se pot împărți în mai multe categorii: Zburătoare, Mamifere și reptile. Nu sunt pești sau insecte vorbitoare dar sunt animale acvatice.
Vrăjitoarele
Sunt două vrăjitoare menționate în Cronici: Vrăjitoarea Albă, Jadis si Doamna în Verde care apare în „Jiltul de argint”, și se presupune că ambele sunt aceeași persoană.
Jadis (în franceză ”odinioară”, în turcă „vrăjitoare”). Este ultima descendentă a casei regale Charn, în primul volum se menționează că are sînge de Jinn și de uriaș. După castori, ea nu are deloc sânge uman, deși are figura unei femei înalte. Când Jadis, a intrat în Narnia, după crearea ei ea fost exilata timp de 900 ani de Aslan, în nord. Apoi a pus stăpânire pe regat cu ajutorul unei armate adunate în timpul exilului.
Doamna în Verde este capabilă să se transforme în șarpe (deseori și în vierme) și o face de doua ori când o ucide pe mama lui Rillian și când încearcă să-l ucidă pe el și pe camarazii lui. Armele ei constă în seducție și supunere; ea l-a vrăjit pe Rillian și l-a exilat într-o armată de gnomi și aproape a reușit să-i vrăjească pe Jill, Eustace și Puddlegum.C.S.Lewis insinuează că este aceeași Jadis, întoarsă din morți.
Creaturi mitologice
Alți locuitori ai Narniei sunt bazați pe creaturi folclorice sau mitologice cunoscute ca: Boggles, Centaurs, Cruels, Dragons, Dryads, Earthmen , gnomes, Efreets, Ettins, Fauns, Giants, Ghouls, Hags, Hamadryads, Horrors, Incubi, Maenads, Minotaurs, Monopods, Naiads, Ogres, Orknies, Winged Horses, People of the Toadstools, Phoenix, Satyrs, Sea People, Sea Serpents, Silvans, Spectres, Sprites, Star People, Unicorns, Werewolves, Wooses, Wraiths. Acestea sunt amestecuri de creaturi de la Greco-Romani și altele din tradiția nativă britanică. Și stelele sunt blestemate să fie legate de Narnia ca ființe.
Autorul spune în primul volum că creaturile răului nu pot fi descrise, căci este o carte dedicată copiilor.

## Cosmologie
Caracteristici generale
Lumea Narniei este o lume plată într-un univers geocentric. Cerul său este un loc impenetrabil de creaturile muritoare.
Stelele Narniei sunt creaturi humanoide în ardere. Constelațiile sale sunt rezultatul unui dans mistic în ceruri, al stelelor pentru a anunța venirea lui Aslan, creatorul Narniei. Stelele se așeaza deseori în ordine pentru a permite ghicitorilor să prevadă viitorul.
Soarele Narniei este un disc în flăcări care o mișcare de revoluție în jurul lumii zilnic. Soarele are propriul ecosistem și se crede că este locuit de păsări mari albe, care apar în ’’Voyage of the Dawn Treader’’. O parte din vegetația soarelui este cunoscută ca având proprietăți curative.De exemplu, extractul unei anumite flori a focului găsită în munți poate vindeca orice boala sau rană, și mura-focului care crește în văile sale, mâncată de o stea căzătoare numită Ramandu are efectele reîntineririi.
Sugerată de câteva cărți, pământul Narniei poate fi un organism viu. În ’’ Jiltul de argint’’, personajele principale găsesc un tărâm numit Bism la multe mile dincolo de Narnia,unde diamantele și alte bijuterii produc un suc când sunt strivite sau strânse. Ei cred că este imposibil,până când întâlnesc un gnom care le explică, că pietrele găsite în Bism sunt vii, nu moarte ca cele gasite în minele ’’moarte’’ făcute de pitici si alții care trăiesc la suprafață.

## Istorie
Crearea Narniei
Crearea Narniei a fost asistată de 6 creaturi: Jadis, împărăteasa din Charn, Digory Kirke, Polly Plumer, Andrew Ketterley, Frank un birjar și Strawberry, calul său. În timpul unei încercări eșuate a lui Digory să o teleporteze pe Jadis din Londra înapoi în lumea ei din Charn, grupul a sosit în întunericul Narniei, prioritatea lui Aslan de chemare la viață.
Aslan și-a început creația curând după ce au sosit și a creat soarele, stelele și toate formele de viață. Când a terminat Aslan a făcut ca unele animale să vorbească, dându-le lor și celorlalte creaturi magice Narnia ca noua lor casă, să o domnească și să o îngrijească cu întelepciune.
Aslan a numit apoi, pe primii conducători, bijarul și soția sa ca Regele Frank și Regina Elena, și le-a spus să domnescă în pace peste creaturile vorbitoare. Pentru ca Vrăjitoarea rea-Regina Jadis să nu domnească, Aslan l-a trimis pe Digory să ia un măr magic dintr-o grădina localizată în Vestul Sălbatic, dincolo de Narnia. Când s-a întors, mărul a fost plantat lângă râu, unde a crescut ca un pom,care după cum Aslan a explicat va proteja Narnia de Jadis pentru mulți ani.
Aslan i-a dat voie lui Digory să ia unul din merele copacului în lumea noastră pentru mama sa bolnavă. După ce ea l-a mâncat, Digory a plantat sâmburele în grădină unde a crescut un măr mare. După mulți ani, mărul a fost doborât de o furtună și profesorul Kirke a făcut din lemnul său dulapul care figurează în titlul „Leul, Vrăjitoarea și Dulapul” și a devenit intrarea prin care copiii au descoperit Narnia.
Domnia Vrăjitoarei Albe
Tărâmul Narniei a trăit în pace timp de 100 ani de la crearea lui. Această pace a durat până când Jadis, Vrăjitoarea-Regină s-a întors. Cunoscută atunci ca Vrăjitoarea Albă, ea a domnit ca o tirană, transformând pe oricine i-se împotrivea în stană de piatră cu bagheta sa. Totuși i-a favorizat pe piticii negrii și animalele rele din Narnia. Folosind magia, ea a acoperit pământul cu zăpadă și gheață pentru 100 ani, făcând „iarnă veșnică și niciodată Crăciun”. Deși Jadis pretindea a fi Regina Narniei și castelană a Cair Paravel, avea propria ei fortăreață în nord unde holurile erau pline de statui-locuitori transformați în statui. Dar ea s-a temut de o profeție ”când coasta lui Adam va sta în tron la Cair Paravel, era răului se va termina”. Pentru a se asigura că niciun om nu va intra în Narnia, ea și-a făcut spioni. Din fericire, unul din spionii ei, faunul Tumnus s-a împrietenit cu Lucy, când aceasta a venit în Narnia, și ea și frații ei au reușit să-l găsească pe Aslan, înainte ca aceasta să-i poata omorî. Domnia lui Jadis s-a încheiat oficial când Aslan s-a întors în Narnia și zăpada și gheața s-au topit, dar Jadis susținea cu încăpățânare că ea era Regina. Asta a durat doar câteva zile înainte să fie ucisă de Aslan în Bătălia de la Beruna.
Era de aur
Patru copii: Peter, Susan, Edmund și Lucy Pevensie, jucându-se în casa profesorului Kirke au dat peste un dulap și au descoperit că duce spre un tărâm inzăpezit și împădurit. Au sosit când zvonurile spuneau că marele Leu Aslan s-a întors și că iarna de 100 ani era pe sfârșite. Făcând parte din curtea lui, au luptat în prima mare Bătălie de la Beruna Ford și au învins-o pe Vrăjitoarea Albă. Atunci, Aslan a îndeplinit o veche profeție și i-a uns pe copii regi și regine ale Narniei. Din cauza marii prosperități, Narnia a avut sub domnia lor Era de Aur. Când Regina Jadis domnea, celelalte țări se temeau de puterea ei de a ataca. Totuși după ce domnia acesteia s-a încheiat, noii Regi și Regine au încheiat pace. În timpul domniei lor au trebuit să respingă atacurile giganților și să învingă armata din Calormen care voia să cucerească Narnia. Cei doi Regi și cele două Regine au triumfat întotdeauna, și cât timp au domnit Narnia a fost un tărâm sigur și fericit.
Invazia Telmarinilor
Câteva sute de ani după întoarcerea celor patru frați în lumea noastră, Narnia a fost invadată de un popor din Vest numiți Telmarini. Despre timpul dintre plecarea copiilor și invazie se știu puține. Telmarinii, descendenți ai unor pirați din lumea noastră, au trecut printr-o mare foamete și străbătând o trecătoare din munții la sud de Calormen au ajuns în Narnia. După ani de domnie Telmarină, mulți nativi Narnieni au murit sau au scăzut în număr, mulți ascunzându-se și oamenii au devenit specia dominantă. Până la nașterea lui Caspian al-X-lea, vechile vremuri ale Narniei erau privite deseori ca o legendă.
Domnia lui Caspian al-X-lea
Înaltul Rege și frații lui s-au întors în Narnia la 1288 ani Narnieni de la plecarea lor. Actualul rege era Miraz, un om rău care își ucisese fratele, uzurpând astfel tronul și care plănuia de asemenea uciderea adevăratului moștenitor, nepotul său Caspian al-X-lea. În ciuda faptului că era interzis, Caspian a fost învățat ilicit istoria magică și creaturile prioritare înaintea venirii Telmarinilor de către dădaca sa și tutorele său, un pitic pe jumătate numit Cornelius. Cei patru copii l-au ajutat pe Caspian să-l învingă pe Miraz la cea de-a doua Bătălie de la Beruna, ajungând astfel pe tron, și sub domnia sa oamenii și creaturile din Narnia au trăit fericiți împreună ani de zile. A fost o Eră de Aur repetată.
Lucy și Edmund s-au întors încă o dată în Narnia, trei ani mai târziu împreună cu vărul lor râzgâit Eustace și au navigat pe vasul “Dawn Treader”. Caspian a întreprins această călătorie pentru a-și ține promisiunea de a-i găsi pe cei 7 lorzi ai Narniei care au fost alungați de unchiul său Miraz în Mările de Est și nu s-au mai întors. În această călătorie Caspian a reinstaurat controlul Narniei asupra  Insulelor Lone, care se pierduse în timpul domniei Telmarinilor și a explorat insule necunoscute la marginea lumii. Exploratorii au avut multe aventuri ce au inclus lupta cu un șarpe de mare, întâlnirea cu un vrăjitor și supușii lui invizibili, iar în cazul lui Eustace, transformarea într-un dragon pentru o vreme înainte să fie transformat la loc de Aslan.
Caspian s-a căsătorit cu o femeie frumoasă(fiică a unei stele numite Ramandu) pe care a întâlnit-o în timpul călătoriei și a devenit o mare Regină a Narniei. Au avut un fiu pe nume Rilian, dar Regina a fost ucisă de o vrăjitoare în forma unui șarpe și Rilian pe atunci un tânăr, a dispărut în căutarea ei. Eustace a fost adus din nou în Narnia împreună cu un prieten Jill Pole, pentru a afla că trecerea timpului l-a îmbătrânit pe Caspian, care se pregătește acum de o ultimă călătorie. Copiii împreună cu un animal pe nume Puddleglum au fost trimiși de Aslan să-l găsească pe Prințul pierdut,călătorie ce i-a adus în sălbaticele ținuturi ale Nordului, locuite de giganți și în lumea de jos, unde o Regină rea l-a vrăjit pe Rilian să-i fie sclav. Eliberându-l din închisoarea de peste 10 ani și distrugând-o pe Regină, cei doi copii s-au întors în Narnia pentru a afla că Regele Caspian e pe moarte după ce navigase spre est în speranța de a găsi sfat pe cine să lase urmaș la tron. Aslan i-a spus să se întoarcă în Narnia unde își va găsi fiul. Copiii s-au întors acasă, urmați de Regele Caspian care murise, și căruia Aslan îi permisese 5 minute în lumea lor.
Distrugerea
Lumea Narniei a fost distrusă la 200 ani după, în timpul domniei regelui Tirian, fiu al regelui Erlian al 7-lea descendent al lui Rilian.
Distrugerea a urmat datorită  unei conspirații elaborate începută de o maimuță vorbitoare Shift în încercarea de a schimba regatul Narniei dupa bunu-i plac. Îmbrăcând un măgar numit Puzzle într-o piele de leu, și susținând că acesta este Aslan, a câștigat control asupra părții vestice a țării. Apoi a contactat pe conducătorii din Calormen, invitându-i să profite de situația creată și să-și îndeplinească scopul vechi de secole de a cuceri Narnia, în avantajul lor comun. Un mic grup de soldați a fost trimis sub conducerea lui Rishda Tarkaan și până ce Regele Tirian a aflat de planul maimuței ei erau deja pe cale de a–și îndeplini scopul.
Cu ajutorul lui Eustace și al lui Jill(care au ajuns la timp pentru a salva pe rege), Tirian a încercat să-i alunge pe invadatori dar nu a reușit datorită falsului Aslan. A fost învins și în lupta de la Stable Hill. Apărătorii au fost forțați să se retragă într-un grajd unde au descoperit, Țara lui Aslan, o a doua Narnie. Aslan îi aștepta să le spună că a sosit clipa sfârșitului.
Deschizând ușa Grajdului, copiii și ceilalți supraviețuitori au fost martori la sfârșitul Narniei. Aslan a chemat pe toți locuitorii la el. Cei care i-au fost credincioși i-a luat pe tărâmul său unde i-au întâlnit pe cei care trăiseră și muriseră în Narnia. Cei care îi fuseseră necredincioși au fost lăsați la intrare. Tărâmul lui Aslan era mai mare și mai bun decât vechea Narnie, cei care muriseră se găseau în ea pentru că era „cea reală”, pe când vechea Narnie nu fusese decât o copie: „acela a fost visul, aceasta este realitatea”. De asemenea, tărâmul lui Aslan era conectat la Anglia reală, unde Lucy Pevensie i-a putut vedea pe părinții ei care au murit în același accident feroviar ca și ceilalți frați în afara lui Susan, ca și Digory, Polly, Eustace și Jill.